# I Don't Speak German
I Don't Speak German és un pòdcast sobre nacionalisme blanc als Estats Units, autodenominat com "un pòdcast que s'enfronta al nacionalisme blanc un imbècil a la vegada" pels seus amfitrions Daniel Harper i Jack Graham.

## Història
Harper va començar el pòdcast després d'escoltar el pòdcast supremacista blanc Fash The Nation i després que es produís la manifestació del moviment nacionalista blanc Unite the Right.
Els episodis del setembre de 2019 van parlar de Siege, una col·lecció d'escrits neonazis de James Nolan Mason, lectura considerada imprescindible per The Base, un grup d'odi neonazi, i Bowl Patrol, un grup d'idòlatres de Dylann Roof. Els grups s'adhereixen a la seva teoria de l'acceleració, que advoca per assassinats massius per crear un etnoestat blanc. Harper també va parlar del líder de Bowl Patrol, Andrew Richard Casarez, conegut com a "Vic Mackey", que té "una inclinació pel tràfic de violacions obscenes i amenaces de mort".
Casarez, i l'antic candidat al Congrés de Wisconsin Paul Nehlen (a qui Harper va anomenar "un ésser humà viciós i horrible"), van intentar atacar a Harper, trobant un individu amb un nom semblant a la ciutat de Dexter, Michigan. Els membres de Bowl Patrol van començar a conduir cap a una casa no relacionada, fent fotos i vídeos de la casa, per enviar amenaces a Harper. Dies després, el soldat de l'exèrcit nord- americà i membre de la divisió Atomwaffen Jarrett Smith va ser arrestat a Fort Riley, Kansas, al·legant que va parlar de la fabricació de bombes, enviant bombes a CNN i Beto O'Rourke i de calar foc a la casa de Harper.
A finals d'octubre de 2019, es va publicar un vídeo al canal de Telegram de Nehlen, que mostrava el seu pegat de Bowl Patrol i la casa de Harper incorrecta. Més tard, els residents van rebre una carta amenaçadora del supremacista blanc dirigida a Harper, signada com a "the Cüm bomber". Els membres vestits de negre de The Base van continuar visitant la casa fins a mitjans de desembre, incloent-hi la presa de fotos de la casa la mateixa nit que els residents van tornar a casa amb el seu fill nounat. La família va escriure a Harper demanant-li que desautoritzés públicament l'adreça. Harper finalment va poder obtenir una resposta de l'FBI i de l'oficina del xèrif del comtat de Washtenaw⁣; l'oficina del Sheriff va descriure els detalls com a "fotografies i declaracions no amenaçadores" i va indicar que no havien connectat Jarrett Smith amb les altres persones que encaixaven la casa, indicant que consideraven el cas tancat.
L'octubre de 2020, l'FBI va arrestar dos membres de The Base per l'assetjament a casa seva un any abans, i van ser acusats de pertinença a bandes, publicació il·legal d'un missatge i ús d'ordinadors per cometre un delicte.

## Recepció
El pòdcast va ser descrit com "incòmode" per Anthony D. Herrera de The AV Club, qui va assenyalar que "el més sorprenent de I Don't Speak German és la quantitat de comèdia que hi ha en la vida d'aquests racistes".
Escrivint per The Daily Beast, Nick R. Martin va dir que "pot ser el pòdcast més important contra el moviment nacionalista blanc d'avui dia".